# Тайванці
Тайва́нці (кит.: 臺灣人, піньїнь: Táiwān rén) — це громадяни Республіки Китай, а також члени Тайванської закордонної діаспори. Термін також відноситься до корінних мешканців острова Тайвань і пов'язаних з ним островів. Для тайванців рідна мова або китайська, або одна з корінних тайванських мов, проте не зважаючи на мовне різноманіття тайванці мають спільну культурну та національну ідентичність.
Згідно з урядовими даними, понад 95 % з 23,4 мільйонів жителів Тайваню складаються з тайванських ханьців, тоді як 2,3 % є корінними народами Австронезії та Тайваню. Ханьців часто поділяють на три підгрупи: хокло, хакка та вайшенжень (або «материкові»). Хоча концепція «чотирьох великих етнічних груп» вважалася лише спробою Демократичної прогресивної партії (DPP) розрядити етнічну напруженість, ця концепція стала найпопулярнішою системою для вирішення етнічних і національних проблем Тайваню.
Попри широке використання «чотирьох великих етнічних груп» у публічному дискурсі, стосунки між народами Тайваню протягом століть перебували в стані постійного зближення та переговорів. За словами Харрела та Хуана, відмінності між некорінними групами Тайваню «більше не є остаточними в культурному плані».

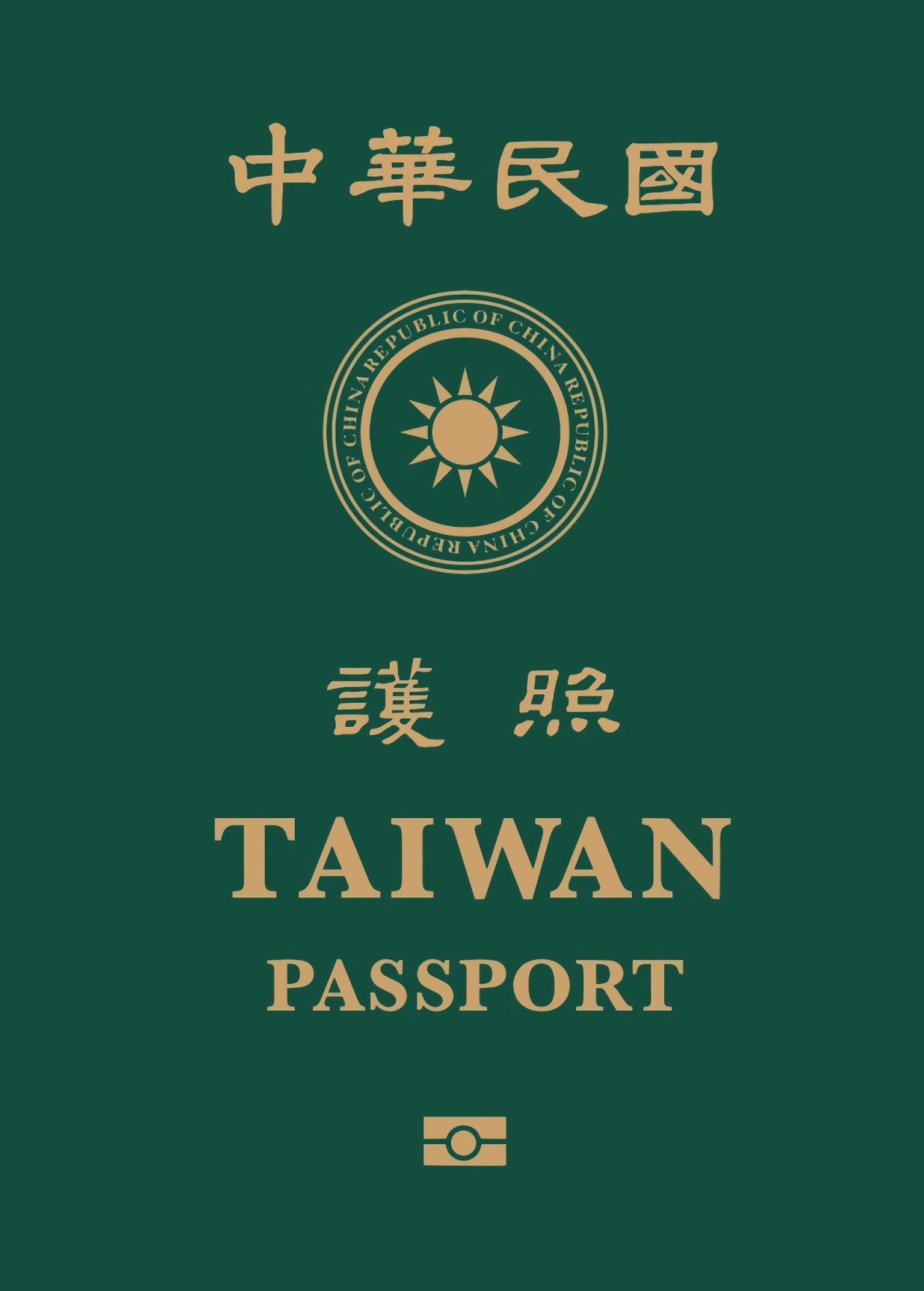
Паспорт Китайської Республіки зі словом «Тайвань» латинськими літерами на обкладинці, але без відповідних ієрогліфів.

## Визначення тайванців
Існує декілька варіантів визначення тайванців:
- Усі громадяни Республіки Китай із сімейною реєстрацією у вільній території Китайської Республіки. Це визначення включає людей, які проживають за межами Тайваню, включаючи народи архіпелагів Цзіньмень (також Кіньмень), Мацзу та Уцю, які разом є частиною провінції Фуцзянь Китайської Республіки та також інших територій. Багато жителів Кінмень, Мацу та Уцю виступають проти цього визначення, оскільки вони ідентифікують себе як «китайці з провінції Фуцзянь».[5][6][7]
- Усі люди, які живуть на Тайвані (або вихідці з Тайваню), які в тій чи іншій формі ідентифікують себе з «тайванською» національністю, а не з «китайською». Ці люди підтримують незалежність Тайваню від материка. Це визначення виключає людей, які підтримують об'єднання Китаю та більшість жителів островів Кінмень, Мацу та Уцю.
- Усі люди, що живуть на Тайвані китайського походження Хань, чиї предки жили у Тайванському генерал-губернаторстві під час Японської окупації острова. Цих людей зазвичай називають «тайванськими беншенженями» на Тайвані, на відміну від «тайванських вайшенженів», чим означають жителів материкового Китаю, які мігрували на Тайвань після 1945 року та їхніх нащадків. Це визначення також може включати різні корінні народи Тайваню, які є етнічними австронезійцями.
- Усі люди, які історично жили на Тайвані, включаючи людей етнічного японського, голландського чи іспанського походження, які історично колонізували або оселилися на Тайвані, коли острів повністю або частково контролювався Японською імперією, Нідерландською колоніальною імперією або Іспанською імперією відповідно.
- Лише корінні народи Тайваню, які проживають на Тайвані до 6000 років. Це визначення виключає всі групи людей, які оселилися на Тайвані відносно «недавно» за останні 1000 років, включаючи ханьців, маньчжурів, японців, голландців та іспанців. Цих поглядів в основному дотримуються жителі материкового Китаю та жителі Тайваню, які вважають, що некорінні жителі острова є «загарбниками-колонізаторами», а не «корінними».